# Juno and the Paycock
Juno and the Paycock ist eine britische Filmkomödie, die Alfred Hitchcock 1930 drehte. In den USA lief der Film unter dem Alternativtitel The Shame of Mary Boyle. Einen deutschen Titel hat der Film bislang nicht. Juno and the Paycock basiert auf dem gleichnamigen Bühnenstück (dt. Juno und der Pfau) des irischen Autors Sean O’Casey.

## Handlung
Juno and the Paycock erzählt vom Alltag und den wirtschaftlichen Problemen der irischen Arbeiterfamilie Boyle und davon, wie sie vom Bürgerkrieg um die Unabhängigkeit Irlands in Mitleidenschaft gezogen wird.

## Hintergrund
- Juno and the Paycock ist – abgesehen von der Nummernrevue Elstree Calling, bei der Hitchcock einer der vier Regisseure war – Hitchcocks zweiter Tonfilm.
- Hitchcock hatte das Bühnenstück Juno and the Paycock in der Aufführung des irischen Nationaltheaters Abbey Theatre gesehen und war davon beeindruckt. Im Zusammenhang mit der geplanten Verfilmung des Bühnenstücks lernte er dessen Autor Sean O’Casey persönlich kennen, und beide verstanden sich gut. Ein weiteres gemeinsames Projekt wurde geplant, jedoch nicht realisiert.
- Unter den Nebendarstellern sind John Longden und Donald Calthrop, die in fünf bzw. vier weiteren Filmen Hitchcocks mitspielten.
- Seinen zweiten Filmauftritt hat in Juno and the Paycock der irische Schauspieler und spätere Oscar-Preisträger Barry Fitzgerald
- Das Drehbuch schrieben Hitchcock und seine Ehefrau Alma Reville. Sie hielten sich dabei eng an die Vorlage. Der Grund hierfür war die Tatsache, dass es Hitchcock unmöglich erschien, komplexe Literatur in eine seinen Wünschen entsprechende filmische Form zu transformieren. Dementsprechend unzufrieden war Hitchcock mit der Arbeit und ihrem Ergebnis, obwohl der Film einige filmische Einfälle Hitchcocks enthält.

## Kritiken

### Einschätzung Hitchcocks
„Ich habe das Stück so einfallsreich wie nur möglich fotografiert, aber vom schöpferischen Standpunkt aus war das keine angenehme Erfahrung, Der Film hat dann sehr gute Kritiken bekommen, aber […] ich habe mich wirklich geschämt, denn mit Kino hatte das alles nichts zu tun.“ (Alfred Hitchcock im Gespräch mit François Truffaut in Mr. Hitchcock, wie haben Sie das gemacht?)